# Perfect Girls ’n’ Friends Orchestra
Perfect Girls ’n’ Friends Orchestra – orkiestra symfoniczna założona przez Wojciecha Zielińskiego.

## Skład
Orkiestra składa się z 64 osób (głównie młodych kobiet), wśród których znajduje się skład symfoniczny oraz siedmioosobowy zespół rockowo-jazzowy – Perfect Girls ’n’ Friends Squad.

## Życiorys
Orkiestra została założona przez Wojciecha Zielińskiego w październiku 2009 roku. W maju 2010 roku Perfect Girls ‘n’ Friends Orchestra wydała płytę Chopin Symphony Jazz Project wraz z kwintetem jazzowym Warsaw Paris Jazz Quintet. Współpracuje także z grupą rockową Perfect przy jej symfonicznej odsłonie – Perfect Symfonicznie.
W dalszych planach Wojciecha Zielińskiego leży promowanie orkiestry jako gwiazdy z własnym programem, w skład którego wchodzić będą kompozycje zarówno klasyczne, jak i z gatunków jazz, funk, rock, chillout, ambient, world music, progressive rock itp.

## Dyskografia
| Tytuł                        | Rok wydania | Wydawnictwo      |
| ---------------------------- | ----------- | ---------------- |
| Chopin Symphony Jazz Project | 2010        | Blue Note Agency |

### Chopin Symphony Jazz Project
Pomysłodawcą wydawnictwa Chopin Symphony Jazz Project jest Andrzej Łukasik, szef Agencji Artystycznej Blue Note, który zaproponował połączenie orkiestry symfonicznej i kwintetu jazzowego.
Perfect Girls ’n’ Friends Orchestra współpracowała tutaj z polsko-francuską formacją Warsaw Paris Jazz Quintet, zrzeszającą absolwentów prestiżowych akademii muzycznych o wieloletnim dorobku artystycznym., tj. pianistę Pawła Perlińskiego, kontrabasistę Andrzeja Łukasika oraz perkusistę Sebastiana Frankiewicza, saksofonistę i wokalistę Marca Thomasa- przedstawiciela francuskiej wokalistyki jazzowej- Roberta Majewskiego, grającego na trąbce.
Główne tematy chopinowskie są tutaj rozpoznawalne, lecz stanowią jedynie punkt wyjściowy dla nastrojowych interpretacji jazzowych.
Płyta była promowana między innymi podczas koncertu Pokolenia Polskiego Jazzu, który odbył się 11 września 2010 w ramach Święta Saskiej Kępy. Wraz z orkiestrą Perfect Girls ‘n’ Friends i Warsaw Paris Jazz Quintet wystąpili m.in. Ewa Bem, Aga Zaryan, Lora Szafran i Kuba Badach.